# La bella addormentata (Sussmann-Hellborn)
La bella addormentata (in tedesco: Dornröschen) è un'opera d'arte lavorata nel marmo dallo scultore prussiano Louis Sussmann-Hellborn, tratta dalla celebre omonima fiaba. È conservata presso l'Alte Nationalgalerie di Berlino.